# Púchov
Púchov (deutsch Puchau, ungarisch Puhó – bis 1902 Puchó) ist eine Stadt in der Nordwestslowakei mit 16.781 Einwohnern (Stand 31. Dezember 2024) und ist Sitz eines eigenständigen Okres im Trenčiansky kraj.

## Geographie

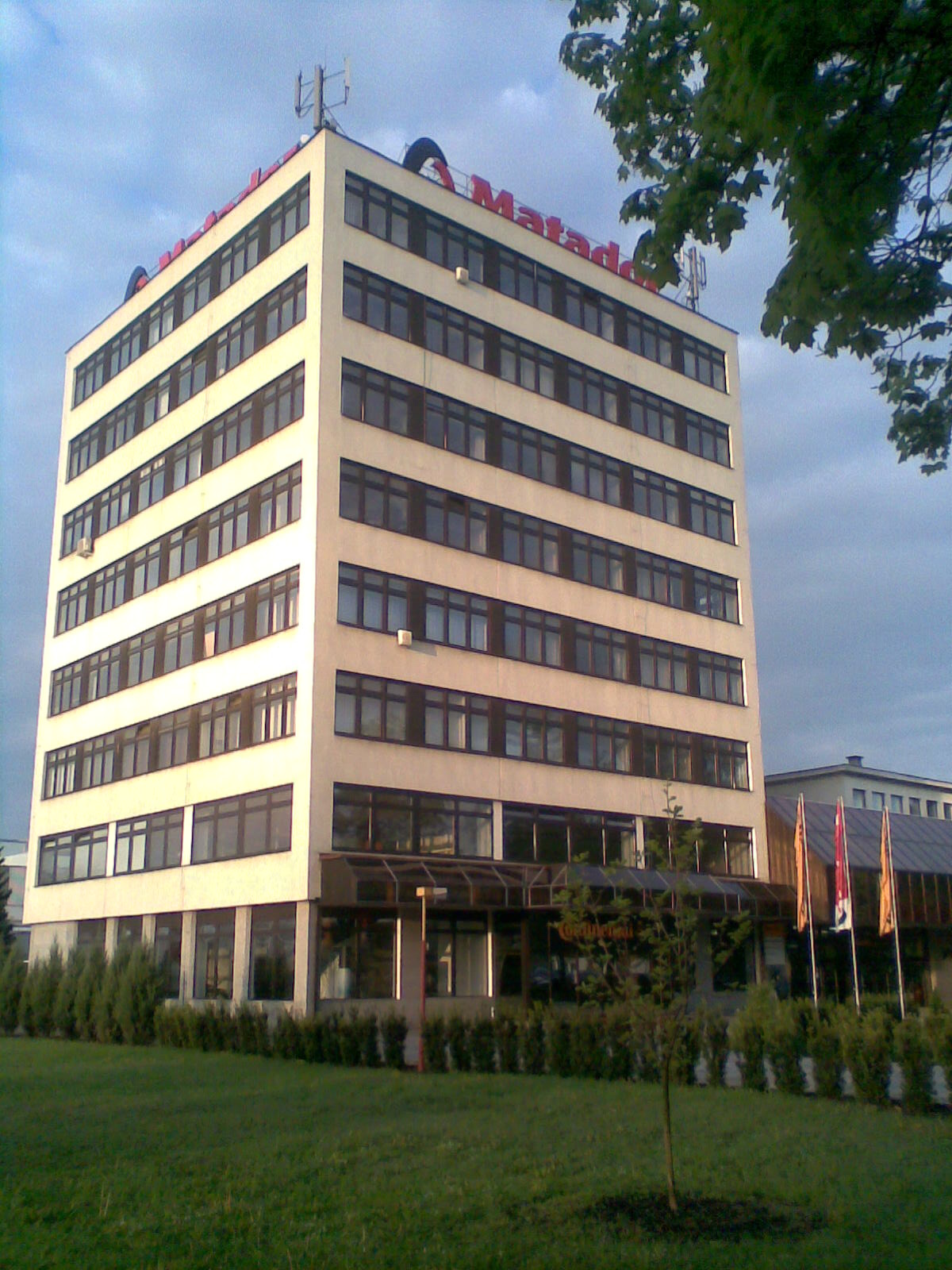
Gebäude der Reifenfirma Matador

Die Stadt befindet sich am Mittellauf der Waag und im Nordteil des Talkessels Ilavská kotlina am Fuße der Weißen Karpaten und des Javorník-Gebirges und unweit des südlich gelegenen Gebirges Strážovské vrchy. Einziger großer Zufluss der Waag in der Stadt ist die rechtsseitige Biela voda, im Stadtteil Nosice befindet sich die Staumauer der Talsperre Nosice. Das Stadtzentrum liegt auf einer Höhe von 265 m n.m. und ist etwa 20 km von der tschechischen Grenze, 38 km von Trenčín, 50 km von Žilina und 167 km von Bratislava entfernt.
Nachbargemeinden sind Dolná Mariková und Klieština im Norden, Nimnica im Nordosten, Považská Bystrica im Osten, Dolné Kočkovce im Süden, Streženice im Südwesten, Horná Breznica im Westen und Dohňany im Nordwesten.
Die Stadt gliedert sich in folgende 7 Gemeindeteile:
- Horné Kočkovce (1926 eingemeindet)
- Hoštiná (1979 eingemeindet)
- Hrabovka (1944 eingemeindet)
- Ihrište (1979 eingemeindet)
- Nosice (1973 eingemeindet)
- Púchov (Stadt)
- Vieska-Bezdedov (1960 eingemeindet)

Des Weiteren waren die Gemeinden Nimnica, Streženice (jeweils 1979–1990) und Dolné Kočkovce (1980–1990) einmal Teil der Stadt.

## Geschichte

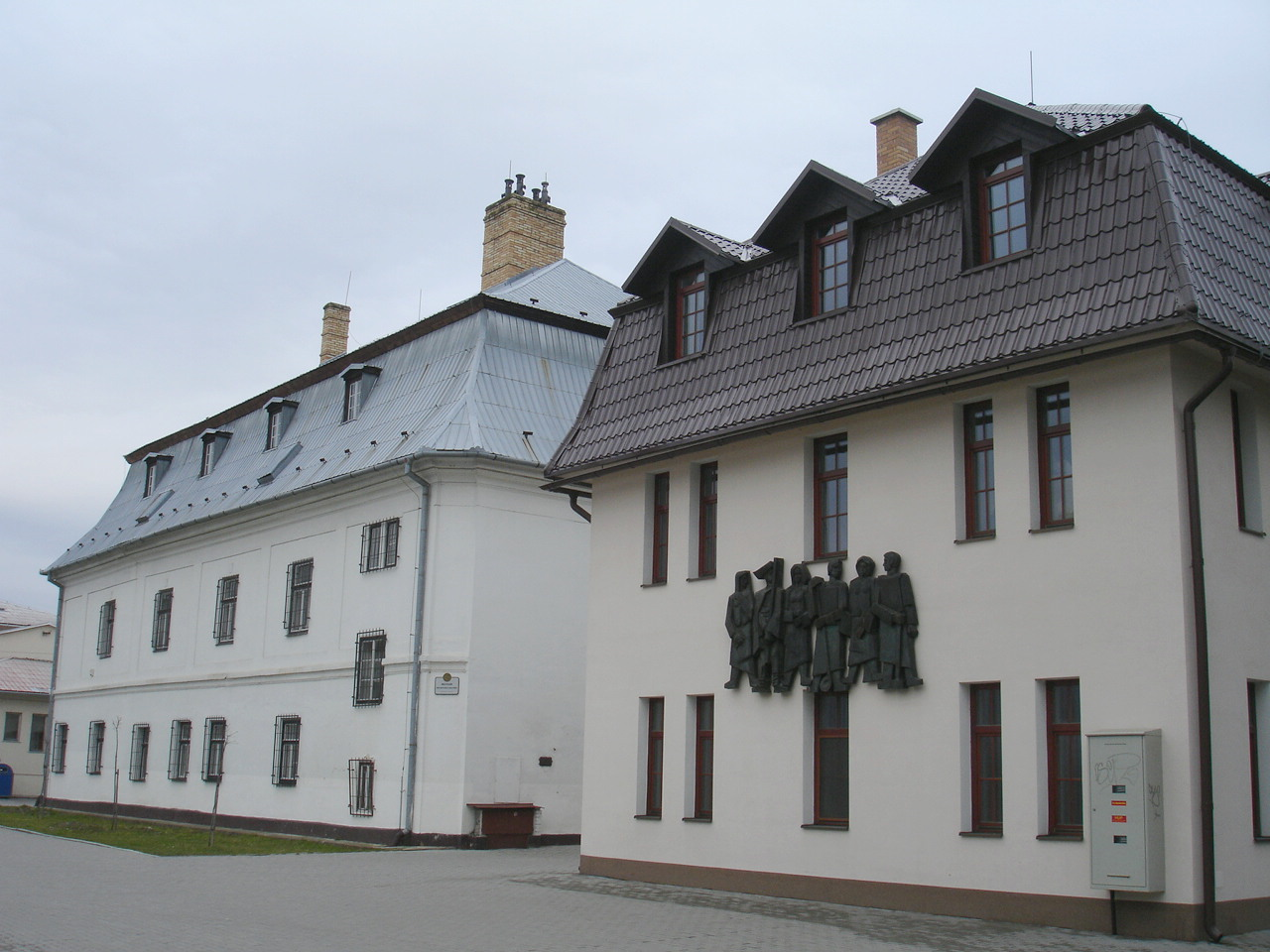
Ehemaliges Komitatshaus, heute Museum der Puchauer Kultur

Das heutige Stadtgebiet war schon in der Altsteinzeit und Bronzezeit besiedelt. Zahlreiche Funde aus der La-Tène-Zeit und Römerzeit am Standort Púchov-Skala gaben der Puchauer Kultur ihren Namen.
Die eigentliche Stadt wurde 1243 zum ersten Mal nach einem Besitzer gleichen Namens schriftlich als Puch erwähnt. Ein Teil gehörte zum Herrschaftsgut der Burg Lednica, der andere dem Geschlecht Marczibány (bis zum 19. Jahrhundert) und die Stadt erhielt die Stadtrechte im 15. Jahrhundert. Nach der Schlacht am Weißen Berg siedelten sich viele mährische Brüder an und die Stadt war berühmt wegen ihrer Draperieprodukte; 1768 gab es insgesamt 68 Tuchwerkstätte. 1649 erhielt Púchov das Recht, Jahrmärkte auszutragen. 1784 zählte man in der Stadt 166 Häuser, 222 Familien und 1134 Einwohner, in der Straße Moravská 73 Häuser, 104 Familien und 507 Einwohner.
Bis 1918 gehörte die Stadt im Komitat Trentschin zum Königreich Ungarn, danach kam sie zur neu entstandenen Tschechoslowakei beziehungsweise heute Slowakei. In den 1930er Jahren, aber insbesondere nach 1945 kam es zur Entwicklung ansässiger Industrie, aus denen unter anderen die Bekleidungsfirma Makyta und der Reifenhersteller Matador hervorgegangen sind. Beide sind bis heute in der Stadt ansässig.

## Bevölkerung
| Jahr:                | 1994.  | 2004.   | 2014.   | 2024.   |
| -------------------- | ------ | ------- | ------- | ------- |
| Anzahl der Personen: | 18.913 | 18.675  | 18.036  | 16.781  |
| Unterschied:         |        | -1,25 % | -3,42 % | -6,95 % |

| Jahr:                | 2023.  | 2024.   |
| -------------------- | ------ | ------- |
| Anzahl der Personen: | 16.922 | 16.781  |
| Unterschied:         |        | -0,83 % |

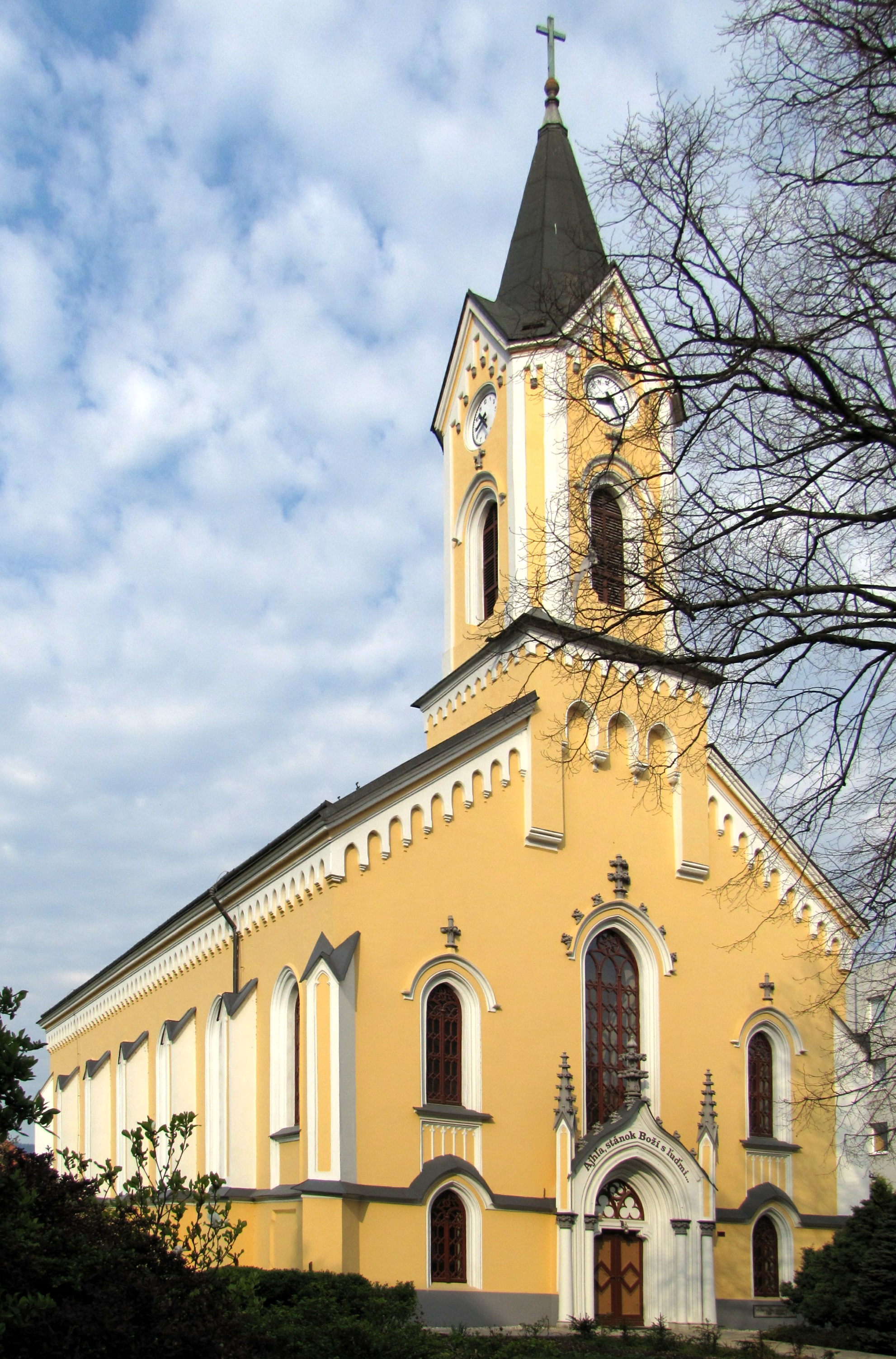
Evangelische Kirche von Púchov

Gemäß der Volkszählung 2011 wohnten in Púchov 18.168 Einwohner, davon 16.263 Slowaken, 135 Tschechen, jeweils 14 Magyaren und Mährer, 13 Polen, 12 Russen, sieben Deutsche, jeweils fünf Roma und Russinen, jeweils zwei Bulgaren und Juden und ein Ukrainer; 46 Einwohner waren anderer Ethnie. 1.649 Einwohner machten keine Angabe. 11.540 Einwohner gehörten zur römisch-katholischen Kirche, 2.184 Einwohner zur evangelischen Kirche A. B., 49 Einwohner zur griechisch-katholischen Kirche, jeweils 36 Einwohner zur evangelisch-methodistischen Kirche und zur kongregationalistischen Kirche, 19 Einwohner zur orthodoxen Kirche, 16 Einwohner zur apostolischen Kirche und 13 Einwohner zu den Zeugen Jehovas. Alle weiteren Konfessionen hatten weniger als 10 Gläubige, zusätzlich gehörten 66 Einwohner einer anderen, in den Statistiken nicht aufgeführten Konfession. 2.042 Einwohner waren konfessionslos und bei 2.136 Einwohnern wurde die Konfession nicht ermittelt.
Auszug aus den Ergebnissen der Volkszählung 2001 (18.833 Einwohner):
| Nach Ethnie: - 97,38 % Slowaken - 1,32 % Tschechen - 0,22 % Roma - 0,08 % Polen - 0,05 % Magyaren | Nach Konfession: - 71,37 % römisch-katholisch - 13,84 % evangelisch - 11,28 % konfessionslos - 2,58 % keine Angabe - 0,13 % griechisch-katholisch |

## Sehenswürdigkeiten
- römisch-katholische Kirche am Platz Námestie slobody aus dem 17. Jahrhundert, ursprünglich im Renaissance-Stil, im 18. Jahrhundert barockisiert, 1939–1940 nach einem Projekt von Milan Michal Harminc umgebaut und erweitert
- Johannes-Nepomuk-Statue am Platz Námestie slobody im Barockstil aus dem Jahr 1733
- Pfarrhof an der Straße Moravská aus dem Jahr 1804 mit Gedenktafeln an Johann Amos Comenius und Vladimír Roy
- römisch-katholische Kirche im barock-klassizistischen Stil im Stadtteil Horné Kočkovce aus dem Jahr 1771
- evangelische Kirche an der Straße Moravská im neogotischen Stil aus dem Jahr 1880, beherbergt einen Renaissance-Altar aus dem Jahr 1643
- Kapelle an der Straße Trenčianska aus dem Jahr 1881, unweit des Bahnhofs
- Komitatshaus im barock-klassizistischen Stil aus dem Ende des 18. Jahrhunderts, heute Sitz des Museums der Puchauer Kultur (Múzeum púchovskej kultúry)

## Sport
Der Fußballclub FK Púchov spielte in den Saisons 2000/01 bis 2005/06 in der slowakischen Corgoň liga und gewann einmal den Slowakischen Fußballpokal. Aktuell spielt der Klub in der III. Liga und trägt seine Heimspiele im Mestský štadión Púchov (6.000 Zuschauer) aus.
In der Stadt befinden sich zudem eine Eishalle, jeweils ein Frei- und Hallenbad sowie vier Tennisplätze.

## Verkehr
Durch die Stadt passieren die Straße 1. Ordnung 49 (Beluša–Púchov–tschechische Grenze) sowie die Straße 2. Ordnung 507 (Gabčíkovo–Trenčín–Žilina). Der teils als Straße 1. Ordnung 49a und teils als Schnellstraße R6 gewidmete Autobahnzubringer stellt eine Verbindung zur acht Kilometer entfernten Autobahn D1 (Bratislava–Žilina, E 50/E 75) am Autobahnknoten Púchov bei Beluša her.
Púchov ist ein Eisenbahnknoten, wo an die zweigleisige Bahnstrecke Bratislava–Žilina (Teil der Magistrale Bratislava–Košice) die von Tschechien her kommende Bahnstrecke Púchov–Horní Lideč (Teil einer Verbindung nach Prag) angeschlossen wird. Von diesem Taktknoten fahren im Zwei-Stunden-Takt Züge nach Bratislava, Košice, Žilina, aber auch Prag, jeweils mit günstigen Anschlüssen zueinander. Der Bahnhof befindet sich im Stadtteil Horné Kočkovce an der Straße Trenčianska; Haltestellen gibt es in Hrabovka (als Púchov zastávka), Horné Kočkovce und Nosice.
Die Gesellschaft Autobusová doprava Púchov, a.s. betreibt ein ÖPNV-Netz, das ausschließlich aus Buslinien besteht. Es bestehen zudem Verbindungen mit umliegenden Gemeinden und Städten mit regionalen Buslinien.

## Städtepartnerschaften
Púchov listet folgende fünf Partnerstädte auf:
| Stadt             | Land       | seit |
| ----------------- | ---------- | ---- |
| Babrujsk          | Belarus    | 2005 |
| Bila Zerkwa       | Ukraine    | 2004 |
| Hlinsko v Čechách | Tschechien | 1998 |
| Omsk              | Russland   | 1996 |
| Stara Pazova      | Serbien    | 2001 |

## Söhne und Töchter der Gemeinde
- Dagobert Neuffer (1851–1939), deutscher Theaterschauspieler, -regisseur und -direktor
- Viliam Veteška (1953–2009), Politiker
- Patrik Mráz (* 1987), Fußballspieler
- Štefan Rosina (* 1987), Automobilrennfahrer